# Algansea avia
Algansea avia és una espècie de peix cipriniforme de la família dels ciprínids que es troba a Mèxic.